# Long Island Ducks
I Long Island Ducks sono stati una franchigia di pallacanestro della EBA, con sede a Commack, nello stato di New York, attivi tra il 1977 e il 1978.
Nella loro unica stagione arrivarono secondi nella Eastern Division, con un record di 15-15. Nei play-off persero i quarti di finale con i Lancaster Red Roses. Scomparvero alla fine della stagione.

## Stagioni
| Stagione | Lega | Denominazione     | V  | P  | %    | Piazzamento | Play-off         |
| -------- | ---- | ----------------- | -- | -- | ---- | ----------- | ---------------- |
| 1977-78  | EBA  | Long Island Ducks | 15 | 15 | 50,0 | 2º          | Quarti di finale |